# Rijksbeschermd gezicht Annerveenschekanaal/Eexterveenschekanaal
Gezicht Annerveenschekanaal/Eexterveenschekanaal is een van rijkswege beschermd dorpsgezicht in Annerveenschekanaal en Eexterveenschekanaal in de Nederlandse provincie Drenthe. De procedure voor aanwijzing werd gestart op 22 maart 2006. Het gebied werd op 12 september 2009 definitief aangewezen. Het beschermd gezicht beslaat een oppervlakte van 69 hectare.
Panden die binnen een beschermd gezicht vallen krijgen niet automatisch de status van beschermd monument. Wel zal de gemeente het bestemmingsplan aanpassen om nieuwe ontwikkelingen in het gebied te reguleren. De gezichtsbescherming richt zich op de stedenbouwkundige en cultuurhistorische waardering van een gebied en wil het toekomstig functioneren daarvan veiligstellen.